# Acereros de Monclova (baloncesto)
Para el equipo de béisbol, véase Acereros de Monclova.
Los Acereros de Monclova es un equipo del Circuito de Básquetbol del Noreste con sede en Monclova, Coahuila, México.

## Historia

### Inicios
Los Acereros ingresaron al CIBANE en el 2013, y juegan sus partidos de local en el Gimnasio "Milo Martínez de la Rosa".

### Actualidad
En la Temporada 2013, los Acereros ingresaron al circuito.